# Centrofòrids
Els centrofòrids (Centrophoridae) són una família d'elasmobranquis selacimorfs de l'ordre Squaliformes propis aigües temperades i tropicals dels oceans Atlàntic, Índic i Pacífic.

## Taxonomia
La família inclou dos gèneres i 18 espècies:
- Gènere Centrophorus
  - Centrophorus acus
  - Centrophorus atromarginatus
  - Centrophorus granulosus
  - Centrophorus harrissoni
  - Centrophorus isodon
  - Centrophorus lusitanicus
  - Centrophorus moluccensis
  - Centrophorus niaukang
  - Centrophorus robustus
  - Centrophorus seychellorum
  - Centrophorus squamosus
  - Centrophorus tessellatus
  - Centrophorus westraliensis
  - Centrophorus zeehaani
- Gènere Deania
  - Deania calcea
  - Deania hystricosa
  - Deania profundorum
  - Deania quadrispinosum